# Nephrotoma inconsequens
Nephrotoma inconsequens is een tweevleugelige uit de familie langpootmuggen (Tipulidae). De soort komt voor in het Oriëntaals gebied.